# Ioan Adam (critic)
Ioan Adam (n. 19 august 1946, Mediaș) este un critic și istoric literar român. Începând din 2001 este profesor universitar la Universitaea Româno-Canadiană din Brașov. În anul 2000 a obținut doctoratul în filologie la Universitatea din București cu teza Ideologia literară a lui Duiliu Zamfirescu.

## Biografie
Este fiul lui Gheorghe Adam, tehnician feroviar, și al Elisabetei (n. Balteș), funcționară. A urmat cursuri elementare la Școala medie nr. 1 din Mediaș între 1953-1960, apoi, între 1960-1963, Liceul „Ștefan Ludwig Roth” și Liceul „Axente Sever” (1963-1964) din același oraș. În 1969 devine absolvent al Facultății de Filologie din București. Imediat după absolvire devine redactor la Scânteia, până în 1974; trece pentru o vreme ca șef la secția culturală de la Scânteia tineretului (1974-1983) și revine la Scânteia în perioada 1983-1988. Între 1988 și 1991 este redactor la Editura Eminescu. Începând din 1991 este publicist-comentator la Secția cultură a ziarului Adevărul.
Devine consilier parlamentar și publicist la săptămânalul Parlamentul (1992-1993), redactor-șef adjunct la Vocea României (1993-1996), apoi realizator-coordonator de programe culturale la Radio România Tineret între 1996-2002. Este colaborator la Adevărul literar și artistic, Amfiteatru, Argeș, Contemporanul, Convorbiri literare, Cronica, Luceafărul, România literară, Steaua, Tribuna, Viața Românească etc. A fost cofondator al Cenaclului și suplimentului literar-artistic „Confluențe” (1981) al Scânteii tineretului. A preluat, de la vol. V, îngrijirea ediției de Opere a lui Duiliu Zamfirescu, după moartea lui Mihai Gafița.
Debutul în volum se produce în 1979 cu o Introducere în opera lui Duiliu Zamfirescu. Editează monografia Duiliu Zamfirescu, datorată lui G. C. Nicolescu, aducându-i completări și rectificări bibliografice. A îngrijit și realizat ediții cu destinație didactică din operele clasicilor (G. Călinescu, Ion Pillat, Gh. Brăescu) și ale contemporanilor (Eugen Jebeleanu, M. R. Paraschivescu).

## Opera
- Introducere în opera lui Duiliu Zamfirescu, București, 1979 (ed. II, revăzută și adăugită, Focșani, 2002);
- Planetariu, eseuri, București, 1984;
- Bat clopotele pentru Basarabia, în colab. cu Georgeta Adam, București, 1995;
- Inelele lui Saturn, eseuri, București, 1998;
- Panteon regăsit. O galerie ilustră a oamenilor politici români, București, 2000;
- Oglinda și modelele. Ideologia literară a lui Duiliu Zamfirescu, București, 2001;
- Proba exilului, în colab. cu Georgeta Adam, București, 2002;
- Parole in Balcania, eseuri, București, 2003.

Traduceri
- G. Bayo, Revolta lui Arthur Rimbaud, în colab. cu R. Adam, București, 1998.

## Premii
- Premiul Uniunii Scriitorilor din Republica Moldova pe 1995 pentru vol. Bat clopotele pentru Basarabia
- Premiul Asociației culturale „Duiliu Zamfirescu” din Focșani, 2002

## Legături externe
- „Suntem pe cale de a deveni un popor amnezic”, a declarat la Focșani prof. univ. dr. Ioan Adam